# Éliminatoires de la zone Amérique du Sud de la Coupe du monde de football 2022
Navigation
2018 2026
Les éliminatoires de la zone Amérique du Sud pour la Coupe du monde 2022 sont organisées dans le cadre de la Confédération sud-américaine de football (CONMEBOL) et concernent 10 sélections nationales pour 4 ou 5 places qualificatives. Le Brésil est la première équipe de cette zone à se qualifier pour la phase finale, poursuivant sa série, puisque ce sera sa vingt-deuxième participation en autant d'éditions depuis 1930. Les deux autres champions du monde du continent, l'Argentine et l'Uruguay sont également qualifiés pour le Mondial qatari.

Europe - Afrique - Amérique du Nord, Amérique centrale et Caraïbes
Amérique du Sud - Asie - Océanie

## Format
Les dix sélections sud-américaines figurent dans une poule de qualification unique et se rencontrent toutes en matchs aller et retour, comme dans un véritable championnat. Le calendrier comprend 18 journées (18 matchs pour chaque équipe). Les journées sont normalement « regroupées » par deux dans les périodes réservées aux matchs internationaux et s'enchainent alors sur deux dates proches de quatre ou cinq jours. À l'issue de la dernière journée, les quatre premiers du classement sont qualifiés pour la Coupe du monde 2022. Le cinquième dispute un tour de qualification supplémentaire en affrontant une équipe d'un autre continent en un match de barrage.

## Équipes engagées
Les dix fédérations membres de la Confédération sud-américaine de football participent aux éliminatoires de la zone sud-américaine :
| Argentine | Équateur  |
| Bolivie   | Paraguay  |
| Brésil    | Pérou     |
| Chili     | Uruguay   |
| Colombie  | Venezuela |

## Compétition

### Classement
Le tirage au sort pour déterminer les rencontres de chaque journée a eu lieu le 17 décembre 2019.
Les quatre premières équipes sont directement qualifiées pour la Coupe du monde 2022. L'équipe classée cinquième dispute un barrage face à un représentant de la zone Asie (AFC)
| Rang | Équipe    | Pts | J  | G  | N | P  | Bp | Bc | Diff |  | Résultats (▼ dom., ► ext.) |     |         |     |     |     |     |     |     |     |     |
| ---- | --------- | --- | -- | -- | - | -- | -- | -- | ---- |  | -------------------------- | --- | ------- | --- | --- | --- | --- | --- | --- | --- | --- |
| 1    | Brésil    | 45  | 17 | 14 | 3 | 0  | 40 | 5  | +35  |  | Brésil                     |     | annulé. | 4-1 | 2-0 | 2-0 | 1-0 | 4-0 | 4-0 | 5-0 | 1-0 |
| 2    | Argentine | 39  | 17 | 11 | 6 | 0  | 27 | 8  | +19  |  | Argentine                  | 0-0 |         | 3-0 | 1-0 | 1-0 | 1-0 | 1-1 | 1-1 | 3-0 | 3-0 |
| 3    | Uruguay   | 28  | 18 | 8  | 4 | 6  | 22 | 22 | 0    |  | Uruguay                    | 0-2 | 0-1     |     | 1-0 | 1-0 | 0-0 | 2-1 | 0-0 | 4-2 | 4-1 |
| 4    | Équateur  | 26  | 18 | 7  | 5 | 6  | 27 | 19 | +8   |  | Équateur                   | 1-1 | 1-1     | 4-2 |     | 1-2 | 6-1 | 0-0 | 2-0 | 3-0 | 1-0 |
| 5    | Pérou     | 24  | 18 | 7  | 3 | 8  | 19 | 22 | -3   |  | Pérou                      | 2-4 | 0-2     | 1-1 | 1-1 |     | 0-3 | 2-0 | 2-0 | 3-0 | 1-0 |
| 6    | Colombie  | 23  | 18 | 5  | 8 | 5  | 20 | 19 | +1   |  | Colombie                   | 0-0 | 2-2     | 0-3 | 0-0 | 0-1 |     | 3-1 | 0-0 | 3-0 | 3-0 |
| 7    | Chili     | 19  | 18 | 5  | 4 | 9  | 19 | 26 | -7   |  | Chili                      | 0-1 | 1-2     | 0-2 | 0-2 | 2-0 | 2-2 |     | 2-0 | 1-1 | 3-0 |
| 8    | Paraguay  | 16  | 18 | 3  | 7 | 8  | 12 | 26 | -14  |  | Paraguay                   | 0-2 | 0-0     | 0-1 | 3-1 | 2-2 | 1-1 | 0-1 |     | 2-2 | 2-1 |
| 9    | Bolivie   | 15  | 18 | 4  | 3 | 11 | 23 | 42 | -19  |  | Bolivie                    | 0-4 | 1-2     | 3-0 | 2-3 | 1-0 | 1-1 | 2-3 | 4-0 |     | 3-1 |
| 10   | Venezuela | 10  | 18 | 3  | 1 | 14 | 14 | 34 | -20  |  | Venezuela                  | 1-3 | 1-3     | 0-0 | 2-1 | 1-2 | 0-1 | 2-1 | 0-1 | 4-1 |     |

### Résultats

#### Journée 1
| 8 octobre 2020 | Paraguay                                  | 2 - 2   | Pérou            | Estadio Defensores del Chaco, Asuncion    |                                           |
| 19h30          | Án. Romero 66e 81e                        | (0 - 0) | 52e 85e Carrillo | Spectateurs : 0 Arbitrage : Néstor Pitana | Spectateurs : 0 Arbitrage : Néstor Pitana |
| 19h30          | Cubas 35e · Espínola 43e · Villasanti 84e | Rapport | 18e Zambrano     | Spectateurs : 0 Arbitrage : Néstor Pitana | Spectateurs : 0 Arbitrage : Néstor Pitana |

| 8 octobre 2020 | Uruguay                                  | 2 - 1   | Chili                       | Estadio Centenario, Montevideo          |                                         |
| 19h45          | Suárez 39e (pen.) · Gómez 90+3e          | (1 - 0) | Sánchez 54e                 | Spectateurs : 0 Arbitrage : Eber Aquino | Spectateurs : 0 Arbitrage : Eber Aquino |
| 19h45          | Coates 55e · Bentancur 59e · Gómez 90+6e | Rapport | 75e Sierralta · 90+1e Baeza | Spectateurs : 0 Arbitrage : Eber Aquino | Spectateurs : 0 Arbitrage : Eber Aquino |

| 8 octobre 2020 | Argentine                  | 1 - 0   | Équateur     | La Bombonera, Buenos Aires                |                                           |
| 21h30          | Messi 13e (pen.)           | (1 - 0) |              | Spectateurs : 0 Arbitrage : Roberto Tobar | Spectateurs : 0 Arbitrage : Roberto Tobar |
| 21h30          | Paredes 21e · Otamendi 78e | Rapport | 43e Valencia | Spectateurs : 0 Arbitrage : Roberto Tobar | Spectateurs : 0 Arbitrage : Roberto Tobar |

| 9 octobre 2020 | Colombie                      | 3 - 0   | Venezuela                            | Stade Metropolitano Roberto Meléndez, Barranquilla |                                                |
| 18h30          | Zapata 16e · Muriel 26e 45+3e | (3 - 0) |                                      | Spectateurs : 0 Arbitrage : Guillermo Guerrero     | Spectateurs : 0 Arbitrage : Guillermo Guerrero |
| 18h30          |                               | Rapport | 4e Herrera · 67e Ángel · 71e Rosales | Spectateurs : 0 Arbitrage : Guillermo Guerrero     | Spectateurs : 0 Arbitrage : Guillermo Guerrero |

| 9 octobre 2020 | Brésil                                                               | 5 - 0   | Bolivie                                                   | Arena Corinthians, São Paulo                |                                             |
| 21h30          | Marquinhos 16e · Firmino 30e 49e · Carrasco 66e (csc) · Coutinho 73e | (2 - 0) |                                                           | Spectateurs : 0 Arbitrage : Leodan Gonzalez | Spectateurs : 0 Arbitrage : Leodan Gonzalez |
| 21h30          | Silva 54e                                                            | Rapport | 79e Carrasco · 82e Campos · 90+1e Zabala · 90+2e Cespedes | Spectateurs : 0 Arbitrage : Leodan Gonzalez | Spectateurs : 0 Arbitrage : Leodan Gonzalez |

#### Journée 2
| 13 octobre 2020 | Bolivie                                                   | 1 - 2   | Argentine                                       | Estadio Hernando Siles, La Paz         |                                        |
| 16h00           | Moreno 24e                                                | (1 - 1) | 45e Martínez · 79e Correa                       | Spectateurs : 0 Arbitrage : Diego Haro | Spectateurs : 0 Arbitrage : Diego Haro |
| 16h00           | Valverde 38e · Carrasco 60e · Torres 90+4e · Moreno 90+8e | Rapport | 16e Tagliafico · 90e Domínguez · 90+1e Palacios | Spectateurs : 0 Arbitrage : Diego Haro | Spectateurs : 0 Arbitrage : Diego Haro |

| 13 octobre 2020 | Équateur                                    | 4 - 2   | Uruguay                        | Stade de Liga Deportiva Universitaria, Quito |                                           |
| 16h00           | Caicedo 15e · Estrada 45+4e 52e · Plata 75e | (2 - 0) | 84e (pen.) 90+5e (pen.) Suárez | Spectateurs : 0 Arbitrage : Wilmar Roldán    | Spectateurs : 0 Arbitrage : Wilmar Roldán |
| 16h00           | Gruezo 37e · Palacios 83e                   | Rapport |                                | Spectateurs : 0 Arbitrage : Wilmar Roldán    | Spectateurs : 0 Arbitrage : Wilmar Roldán |

| 13 octobre 2020 | Venezuela                                  | 0 - 1   | Paraguay                             | Estadio Metropolitano de Mérida, Mérida  |                                          |
| 18h00           |                                            | (0 - 0) | 85e Giménez                          | Spectateurs : 0 Arbitrage : Andres Rojas | Spectateurs : 0 Arbitrage : Andres Rojas |
| 18h00           | Herrera 30e · Feltscher 54e · Rincón 90+8e | Rapport | 6e Cubas · 10e Lezcano · 83e Almirón | Spectateurs : 0 Arbitrage : Andres Rojas | Spectateurs : 0 Arbitrage : Andres Rojas |

| 13 octobre 2020 | Pérou                                                | 2 - 4   | Brésil                                               | Estadio Nacional, Lima                     |                                            |
| 19h00           | Carrillo 6e · Tapia 59e                              | (1 - 1) | 28e (pen.) 83e (pen.) 90+4e Neymar · 64e Richarlison | Spectateurs : 0 Arbitrage : Julio Bascuñán | Spectateurs : 0 Arbitrage : Julio Bascuñán |
| 19h00           | Tapia 37e · Gonzales 54e · Cáceda 86e · Zambrano 89e | Rapport |                                                      | Spectateurs : 0 Arbitrage : Julio Bascuñán | Spectateurs : 0 Arbitrage : Julio Bascuñán |

| 13 octobre 2020 | Chili                                                          | 2 - 2   | Colombie                    | Estadio Nacional de Chile, Santiago       |                                           |
| 21h30           | Vidal 38e (pen.) · Sánchez 41e                                 | (2 - 1) | 7e Lerma · 90+1e Falcao     | Spectateurs : 0 Arbitrage : Dario Herrera | Spectateurs : 0 Arbitrage : Dario Herrera |
| 21h30           | Vidal 30e · Sierralta 40e · Díaz 80e · Cortés 87e · Vargas 88e | Rapport | 22e Sánchez · 45e Rodríguez | Spectateurs : 0 Arbitrage : Dario Herrera | Spectateurs : 0 Arbitrage : Dario Herrera |

#### Journée 3
| 12 novembre 2020 | Bolivie                  | 2 - 3   | Équateur                                      | Estadio Hernando Siles, La Paz             |                                            |
| 16h00            | Arce 37e · Moreno 60e    | (1 - 0) | 46e B. Caicedo · 55e Mena · 88e (pen.) Gruezo | Spectateurs : 0 Arbitrage : Wilton Sampaio | Spectateurs : 0 Arbitrage : Wilton Sampaio |
| 16h00            | Jusino 19e · Montero 78e | Rapport | 45e M. Caicedo · 45+2e Gruezo                 | Spectateurs : 0 Arbitrage : Wilton Sampaio | Spectateurs : 0 Arbitrage : Wilton Sampaio |

| 12 novembre 2020 | Argentine                   | 1 - 1   | Paraguay                                                        | La Bombonera, Buenos Aires                |                                           |
| 21h00            | González 41e                | (1 - 1) | 21e (pen.) Án. Romero                                           | Spectateurs : 0 Arbitrage : Raphael Claus | Spectateurs : 0 Arbitrage : Raphael Claus |
| 21h00            | De Paul 45+1e · Montiel 78e | Rapport | 30e Án. Romero · 47e Cardozo Lucena · 76e Pérez · 90+2e Almirón | Spectateurs : 0 Arbitrage : Raphael Claus | Spectateurs : 0 Arbitrage : Raphael Claus |

| 13 novembre 2020 | Colombie                                           | 0 - 3   | Uruguay                                   | Stade Metropolitano Roberto Meléndez, Barranquilla |                                                |
| 15h30            |                                                    | (0 - 1) | 5e Cavani · 54e (pen.) Suárez · 73e Núñez | Spectateurs : 0 Arbitrage : Fernando Rapallini     | Spectateurs : 0 Arbitrage : Fernando Rapallini |
| 15h30            | Mina 20e, 90e · Díaz 72e · Lerma 74e · Cardona 74e | Rapport | 49e Nández                                | Spectateurs : 0 Arbitrage : Fernando Rapallini     | Spectateurs : 0 Arbitrage : Fernando Rapallini |

| 13 novembre 2020 | Chili                           | 2 - 0   | Pérou                    | Estadio Nacional de Chile, Santiago          |                                              |
| 20h00            | Vidal 20e 35e                   | (2 - 0) |                          | Spectateurs : 0 Arbitrage : Esteban Ostojich | Spectateurs : 0 Arbitrage : Esteban Ostojich |
| 20h00            | Beausejour 41e · Echeverría 87e | Rapport | 58e Tapia · 79e Gonzales | Spectateurs : 0 Arbitrage : Esteban Ostojich | Spectateurs : 0 Arbitrage : Esteban Ostojich |

| 13 novembre 2020 | Brésil      | 1 - 0   | Venezuela                              | Stade Cícero-Pompeu-de-Toledo, São Paulo         |                                                  |
| 21h30            | Firmino 67e | (0 - 0) |                                        | Spectateurs : 0 Arbitrage : Juan Gabriel Benítez | Spectateurs : 0 Arbitrage : Juan Gabriel Benítez |
| 21h30            | Luiz 30e    | Rapport | 20e Cásseres · 76e Machís · 81e Rincón | Spectateurs : 0 Arbitrage : Juan Gabriel Benítez | Spectateurs : 0 Arbitrage : Juan Gabriel Benítez |

#### Journée 4
| 17 novembre 2020 | Équateur                                                                        | 6 - 1   | Colombie                                                        | Stade de Liga Deportiva Universitaria, Quito |                                              |
| 16h00            | Arboleda 7e · Mena 9e · Estrada 32e · Arreaga 39e · Plata 78e · Estupiñán 90+1e | (4 - 1) | 45+1e (pen.) Rodríguez                                          | Spectateurs : 0 Arbitrage : Jesús Valenzuela | Spectateurs : 0 Arbitrage : Jesús Valenzuela |
| 16h00            | Ibarra 45+3e · Perlaza 51e · Plata 60e, 80e · Méndez 69e                        | Rapport | 13e Lerma · 54e Murillo · 66e Cuadrado · 86e Suárez · 90e Fabra | Spectateurs : 0 Arbitrage : Jesús Valenzuela | Spectateurs : 0 Arbitrage : Jesús Valenzuela |

| 17 novembre 2020 | Venezuela            | 2 - 1   | Chili                 | Estadio Olímpico, Caracas                    |                                              |
| 17h00            | Mago 9e · Rondón 81e | (1 - 1) | 15e Vidal             | Spectateurs : 0 Arbitrage : Patricio Loustau | Spectateurs : 0 Arbitrage : Patricio Loustau |
| 17h00            | Mago 88e             | Rapport | 8e Maripán · 46e Isla | Spectateurs : 0 Arbitrage : Patricio Loustau | Spectateurs : 0 Arbitrage : Patricio Loustau |

| 17 novembre 2020 | Uruguay                                                             | 0 - 2   | Brésil                                          | Stade Centenario, Montevideo              |                                           |
| 20h00            |                                                                     | (0 - 2) | 34e Arthur · 45e Richarlison                    | Spectateurs : 0 Arbitrage : Roberto Tobar | Spectateurs : 0 Arbitrage : Roberto Tobar |
| 20h00            | Giménez 51e · Nández 67e · Cavani 71e · Rodríguez 76e · Cáceres 85e | Rapport | 45+3e Luiz · 59e Richarlison · 90+1e Marquinhos | Spectateurs : 0 Arbitrage : Roberto Tobar | Spectateurs : 0 Arbitrage : Roberto Tobar |

| 17 novembre 2020 | Paraguay                         | 2 - 2   | Bolivie                                  | Estadio Defensores del Chaco, Asuncion     |                                            |
| 20h00            | Án. Romero 19e (pen.) · Kaku 72e | (1 - 2) | 41e Moreno · 45e Cespedes                | Spectateurs : 0 Arbitrage : Alexis Herrera | Spectateurs : 0 Arbitrage : Alexis Herrera |
| 20h00            | Pérez 71e · Rojas 90+3e          | Rapport | 35e Jusino · 86e Ribera · 90+3e Saavedra | Spectateurs : 0 Arbitrage : Alexis Herrera | Spectateurs : 0 Arbitrage : Alexis Herrera |

| 17 novembre 2020 | Pérou                                 | 0 - 2   | Argentine                                   | Estadio Nacional, Lima                    |                                           |
| 19h30            |                                       | (0 - 2) | 17e González · 28e Martínez                 | Spectateurs : 0 Arbitrage : Wilmar Roldán | Spectateurs : 0 Arbitrage : Wilmar Roldán |
| 19h30            | Aquino 29e · Trauco 34e · Gallese 79e | Rapport | 60e Otamendi · 73e Lo Celso · 90+1e Ocampos | Spectateurs : 0 Arbitrage : Wilmar Roldán | Spectateurs : 0 Arbitrage : Wilmar Roldán |

#### Journée 7
| 3 juin 2021 | Bolivie                                          | 3 - 1   | Venezuela                  | Estadio Hernando Siles, La Paz          |                                         |
| 16h00       | Moreno 5e 83e · Bejarano 60e                     | (1 - 1) | 26e Chancellor             | Spectateurs : 0 Arbitrage : Jhon Ospina | Spectateurs : 0 Arbitrage : Jhon Ospina |
| 16h00       | Bejarano 12e · Saavedra 45+3e · Justiniano 90+5e | Rapport | 33e Ángel · 45+2e González | Spectateurs : 0 Arbitrage : Jhon Ospina | Spectateurs : 0 Arbitrage : Jhon Ospina |

| 3 juin 2021 | Uruguay                                     | 0 - 0   | Paraguay     | Estadio Centenario, Montevideo            |                                           |
| 19h00       |                                             | (0 - 0) |              | Spectateurs : 0 Arbitrage : Wilmar Roldan | Spectateurs : 0 Arbitrage : Wilmar Roldan |
| 19h00       | Vecino 26e · Bentancur 45+1e · Valverde 55e | Rapport | 73e Alderete | Spectateurs : 0 Arbitrage : Wilmar Roldan | Spectateurs : 0 Arbitrage : Wilmar Roldan |

| 3 juin 2021 | Argentine                 | 1 - 1   | Chili                      | Stade Ciudad de La Plata, La Plata           |                                              |
| 21h00       | 24e (pen.) Messi          | (1 - 1) | 36e Sánchez                | Spectateurs : 0 Arbitrage : Jesús Valenzuela | Spectateurs : 0 Arbitrage : Jesús Valenzuela |
| 21h00       | Martínez 43e · Romero 52e | Rapport | 2e Galdames · 68e Aranguiz | Spectateurs : 0 Arbitrage : Jesús Valenzuela | Spectateurs : 0 Arbitrage : Jesús Valenzuela |

| 3 juin 2021 | Pérou                                                     | 0 - 3   | Colombie                                          | Estadio Nacional, Lima                     |                                            |
| 21h00       |                                                           | (0 - 1) | 40e Mina · 49e Uribe · 55e Díaz                   | Spectateurs : 0 Arbitrage : Wilton Sampaio | Spectateurs : 0 Arbitrage : Wilton Sampaio |
| 21h00       | Trauco 34e, 45e · Corzo 37e · Guerrero 56e · Lapadula 71e | Rapport | 19e Medina · 59e Muñoz · 59e Ospina · 74e Cuéllar | Spectateurs : 0 Arbitrage : Wilton Sampaio | Spectateurs : 0 Arbitrage : Wilton Sampaio |

| 4 juin 2021 | Brésil                                | 2 - 0   | Équateur                                                           | Estádio José Pinheiro Borda, Porto Alegre  |                                            |
| 21h30       | Richarlison 65e · Neymar 90+4e (pen.) | (0 - 0) |                                                                    | Spectateurs : 0 Arbitrage : Alexis Herrera | Spectateurs : 0 Arbitrage : Alexis Herrera |
| 21h30       | Fred 37e · Militão 73e                | Rapport | 27e Á. Preciado · 55e Valencia · 69e E. Preciado · 90+2e Domínguez | Spectateurs : 0 Arbitrage : Alexis Herrera | Spectateurs : 0 Arbitrage : Alexis Herrera |

#### Journée 8
| 8 juin 2021 | Équateur                    | 1 - 2   | Pérou                                       | Stade de Liga Deportiva Universitaria, Quito |                                              |
| 16h00       | Plata 90+2e                 | (0 - 0) | 62e Cueva · 88e Advíncula                   | Spectateurs : 0 Arbitrage : Esteban Ostojich | Spectateurs : 0 Arbitrage : Esteban Ostojich |
| 16h00       | Caicedo 27e · Domínguez 78e | Rapport | 21e Advíncula · 25e Lapadula · 90+3e Aquino | Spectateurs : 0 Arbitrage : Esteban Ostojich | Spectateurs : 0 Arbitrage : Esteban Ostojich |

| 8 juin 2021 | Colombie                                                         | 2 - 2   | Argentine                                                | Stade Metropolitano Roberto Meléndez, Barranquilla |                                           |
| 18h00       | Muriel 51e (pen.) · Borja 90+4e                                  | (0 - 2) | 3e Romero · 8e Paredes                                   | Spectateurs : 0 Arbitrage : Roberto Tobar          | Spectateurs : 0 Arbitrage : Roberto Tobar |
| 18h00       | Mina 34e · Zapata 45+3e · Medina 47e · Tesillo 57e · Borja 90+1e | Rapport | 45+9e Romero · 49e Otamendi · 62e Paredes · 79e Pezzella | Spectateurs : 0 Arbitrage : Roberto Tobar          | Spectateurs : 0 Arbitrage : Roberto Tobar |

| 8 juin 2021 | Venezuela                                | 0 - 0   | Uruguay       | Estadio Olímpico, Caracas                    |                                              |
| 18h30       |                                          | (0 - 0) |               | Spectateurs : 0 Arbitrage : Anderson Daronco | Spectateurs : 0 Arbitrage : Anderson Daronco |
| 18h30       | Moreno 37e · Villanueva 42e · Rincón 63e | Rapport | 90+1e Cáceres | Spectateurs : 0 Arbitrage : Anderson Daronco | Spectateurs : 0 Arbitrage : Anderson Daronco |

| 8 juin 2021 | Paraguay                                            | 0 - 2   | Brésil                    | Estadio Defensores del Chaco, Asuncion       |                                              |
| 20h30       |                                                     | (0 - 1) | 4e Neymar · 90+3e Paquetá | Spectateurs : 0 Arbitrage : Patricio Loustau | Spectateurs : 0 Arbitrage : Patricio Loustau |
| 20h30       | Gómez 21e · Bareiro 87e · Alonso 88e · Alderete 88e | Rapport | 43e Fred · 76e Jesus      | Spectateurs : 0 Arbitrage : Patricio Loustau | Spectateurs : 0 Arbitrage : Patricio Loustau |

| 8 juin 2021 | Chili                  | 1 - 1   | Bolivie                                               | Estadio Nacional de Chile, Santiago     |                                         |
| 21h30       | Pulgar 69e             | (0 - 0) | 82e (pen.) Moreno                                     | Spectateurs : 0 Arbitrage : Eber Aquino | Spectateurs : 0 Arbitrage : Eber Aquino |
| 21h30       | Medel 80e · Pulgar 85e | Rapport | 32e Vaca · 39e Bejarano · 48e Flores · 62e Justiniano | Spectateurs : 0 Arbitrage : Eber Aquino | Spectateurs : 0 Arbitrage : Eber Aquino |

#### Journée 9
| 2 septembre 2021 | Pérou     | 1 - 1   | Uruguay           | Estadio Nacional, Lima                        |                                               |
| 20h00            | Tapia 24e | (1 - 1) | 29e De Arrascaeta | Spectateurs : 8 000 Arbitrage : Néstor Pitana | Spectateurs : 8 000 Arbitrage : Néstor Pitana |
| 20h00            |           | Rapport | 80e Godín         | Spectateurs : 8 000 Arbitrage : Néstor Pitana | Spectateurs : 8 000 Arbitrage : Néstor Pitana |

| 2 septembre 2021 | Venezuela                                | 1 - 3   | Argentine                                      | Estadio Olímpico, Caracas                       |                                                 |
| 20h00            | Soteldo 90+4e (pen.)                     | (0 - 1) | 45+2e Martínez · 71e J. Correa · 74e Á. Correa | Spectateurs : 6 000 Arbitrage : Leodán González | Spectateurs : 6 000 Arbitrage : Leodán González |
| 20h00            | Martínez 32e · Soteldo 45e · Hurtado 79e | Rapport |                                                | Spectateurs : 6 000 Arbitrage : Leodán González | Spectateurs : 6 000 Arbitrage : Leodán González |

| 2 septembre 2021 | Bolivie                                              | 1 - 1   | Colombie     | Estadio Hernando Siles, La Paz                  |                                                 |
| 16h00            | Saucedo 83e                                          | (0 - 0) | 69e Martínez | Spectateurs : 15 000 Arbitrage : Alexis Herrera | Spectateurs : 15 000 Arbitrage : Alexis Herrera |
| 16h00            | Jusino 27e · Villarroel 62e · Algarañaz 90+5e, 90+7e | Rapport | 45+2e Muñoz  | Spectateurs : 15 000 Arbitrage : Alexis Herrera | Spectateurs : 15 000 Arbitrage : Alexis Herrera |

| 2 septembre 2021 | Chili                                                | 0 - 1   | Brésil                                                         | Estadio Monumental David Arellano, Santiago |                                             |
| 21h00            |                                                      | (0 - 0) | 64e Ribeiro                                                    | Spectateurs : 11 000 Arbitrage : Diego Haro | Spectateurs : 11 000 Arbitrage : Diego Haro |
| 21h00            | Morales 79e · Pulgar 82e · Vegas 87e · Maripán 90+6e | Rapport | 45+2e Guimarães · 84e Marquinhos · 90+3e Gerson · 90+6e Neymar | Spectateurs : 11 000 Arbitrage : Diego Haro | Spectateurs : 11 000 Arbitrage : Diego Haro |

| 2 septembre 2021 | Équateur                                  | 2 - 0   | Paraguay               | Stade de Liga Deportiva Universitaria, Quito    |                                                 |
| 16h00            | Torres 88e · Estrada 90+5e                | (0 - 0) |                        | Spectateurs : 12 000 Arbitrage : Andrés Matonte | Spectateurs : 12 000 Arbitrage : Andrés Matonte |
| 16h00            | Estupinan 35e · Rojas 56e · Estrada 90+6e | Rapport | 38e Morel · 67e Alonso | Spectateurs : 12 000 Arbitrage : Andrés Matonte | Spectateurs : 12 000 Arbitrage : Andrés Matonte |

#### Journée 6
Journée reprogrammée (initialement prévue en mars 2021)
| 5 septembre 2021 | Uruguay                                                   | 4 - 2   | Bolivie                   | Estadio Campeón del Siglo, Montevideo        |                                              |
| 19h00            | De Arrascaeta 15e 67e (pen.) · Valverde 31e · Álvarez 47e | (2 - 0) | 59e 84e (pen.) Moreno     | Spectateurs : 15 000 Arbitrage : Éber Aquino | Spectateurs : 15 000 Arbitrage : Éber Aquino |
| 19h00            |                                                           | Rapport | 54e Enoumba · 86e Ramallo | Spectateurs : 15 000 Arbitrage : Éber Aquino | Spectateurs : 15 000 Arbitrage : Éber Aquino |

| 5 septembre 2021 | Pérou                       | 1 - 0   | Venezuela                         | Estadio Nacional, Lima                             |                                                    |
| 20h00            | Cueva 35e                   | (1 - 0) |                                   | Spectateurs : 8 000 Arbitrage : Guillermo Guerrero | Spectateurs : 8 000 Arbitrage : Guillermo Guerrero |
| 20h00            | Gonzales 77e · Guerrero 84e | Rapport | 28e, 38e Rincón · 90+4e Ferraresi | Spectateurs : 8 000 Arbitrage : Guillermo Guerrero | Spectateurs : 8 000 Arbitrage : Guillermo Guerrero |

| 5 septembre 2021 | Paraguay                            | 1 - 1   | Colombie                                                   | Estadio Defensores del Chaco, Asunción        |                                               |
| 18h00            | Sanabria 40e                        | (1 - 0) | 53e (pen.) Cuadrado                                        | Spectateurs : 7 000 Arbitrage : Raphael Claus | Spectateurs : 7 000 Arbitrage : Raphael Claus |
| 18h00            | Giménez 31e · Gómez 46e · Morel 89e | Rapport | 45+5e Barrios · 76e Martínez · 90+4e Sánchez · 90+5e Mejía | Spectateurs : 7 000 Arbitrage : Raphael Claus | Spectateurs : 7 000 Arbitrage : Raphael Claus |

| 5 septembre 2021 | Équateur                   | 0 - 0   | Chili                             | Estadio Rodrigo Paz Delgado, Quito             |                                                |
| 16h00            |                            | (0 - 0) |                                   | Spectateurs : 12 000 Arbitrage : Facundo Tello | Spectateurs : 12 000 Arbitrage : Facundo Tello |
| 16h00            | Valencia 21e · Sornoza 63e | Rapport | 13e Vegas · 58e Roco · 71e Vargas | Spectateurs : 12 000 Arbitrage : Facundo Tello | Spectateurs : 12 000 Arbitrage : Facundo Tello |

| 5 septembre 2021 | Brésil  | Arrêté/ annulé, | Argentine | Neo Química Arena, São Paulo |                              |
| 16h00            |         |                 |           | Arbitrage : Jesus Valenzuela | Arbitrage : Jesus Valenzuela |
| 16h00            | Rapport |                 |           | Arbitrage : Jesus Valenzuela | Arbitrage : Jesus Valenzuela |

Note : Le match Brésil-Argentine aurait dû être rejoué, mais sa reprogrammation trop tardive — le 22 septembre 2022 — entre deux équipes déjà qualifiées a conduit à son annulation : le résultat aurait en effet été sans la moindre incidence sur le classement final du groupe.

#### Journée 10
| 9 septembre 2021 | Uruguay                    | 1 - 0   | Équateur     | Estadio Campeón del Siglo, Montevideo             |                                                   |
| 19h30            | Pereiro 90+2e              | (0 - 0) |              | Spectateurs : 15 000 Arbitrage : Anderson Daronco | Spectateurs : 15 000 Arbitrage : Anderson Daronco |
| 19h30            | Bentancur 66e · Nández 76e | Rapport | 59e Castillo | Spectateurs : 15 000 Arbitrage : Anderson Daronco | Spectateurs : 15 000 Arbitrage : Anderson Daronco |

| 9 septembre 2021 | Colombie                        | 3 - 1   | Chili                               | Stade Metropolitano Roberto Meléndez, Barranquilla |                                               |
| 18h00            | Borja 19e (pen.) 20e · Díaz 74e | (2 - 0) | 56e Meneses                         | Spectateurs : 23 500 Arbitrage : Andrés Cunha      | Spectateurs : 23 500 Arbitrage : Andrés Cunha |
| 18h00            | Quintero 66e                    | Rapport | 30e Vidal · 68e Pulgar · 85e N.Díaz | Spectateurs : 23 500 Arbitrage : Andrés Cunha      | Spectateurs : 23 500 Arbitrage : Andrés Cunha |

| 9 septembre 2021 | Brésil                                                | 2 - 0   | Pérou                                                             | Itaipava Arena Pernambuco, São Lourenço da Mata |                                           |
| 21h30            | Ribeiro 15e · Neymar 40e                              | (2 - 0) |                                                                   | Spectateurs : 0 Arbitrage : Wilmar Roldán       | Spectateurs : 0 Arbitrage : Wilmar Roldán |
| 21h30            | Casemiro 44e · Paquetá 57e · Barbosa 66e · Neymar 90e | Rapport | 30e Santamaría · 35e Tapia · 38e Yotún · 63e Costa · 65e Gonzales | Spectateurs : 0 Arbitrage : Wilmar Roldán       | Spectateurs : 0 Arbitrage : Wilmar Roldán |

| 9 septembre 2021 | Paraguay                  | 2 - 1   | Venezuela      | Estadio Defensores del Chaco, Asunción        |                                               |
| 18h30            | Martínez 7e · Kaku 46e    | (1 - 0) | 90e Chancellor | Spectateurs : 5 000 Arbitrage : Roberto Tobar | Spectateurs : 5 000 Arbitrage : Roberto Tobar |
| 18h30            | Alonso 21e · Balbuena 48e | Rapport | 54e González   | Spectateurs : 5 000 Arbitrage : Roberto Tobar | Spectateurs : 5 000 Arbitrage : Roberto Tobar |

| 9 septembre 2021 | Argentine         | 3 - 0   | Bolivie                                   | Stade Monumental Antonio Vespucio Liberti, Buenos Aires |                                               |
| 20h30            | Messi 14e 64e 88e | (1 - 0) |                                           | Spectateurs : 17 000 Arbitrage : Kevin Ortega           | Spectateurs : 17 000 Arbitrage : Kevin Ortega |
| 20h30            |                   | Rapport | 23e Haquin · 31e Villarroel · 79e R. Vaca | Spectateurs : 17 000 Arbitrage : Kevin Ortega           | Spectateurs : 17 000 Arbitrage : Kevin Ortega |

#### Journée 11
| 7 octobre 2021 | Uruguay       | 0 - 0   | Colombie                              | Estadio Gran Parque Central, Montevideo           |                                                   |
| 21h00          |               | (0 - 0) |                                       | Spectateurs : 18 000 Arbitrage : Jesus Valenzuela | Spectateurs : 18 000 Arbitrage : Jesus Valenzuela |
| 21h00          | Bentancur 15e | Rapport | 49e Uribe · 62e Cuadrado · 90e Mojica | Spectateurs : 18 000 Arbitrage : Jesus Valenzuela | Spectateurs : 18 000 Arbitrage : Jesus Valenzuela |

| 7 octobre 2021 | Pérou                    | 2 - 0   | Chili                                                       | Estadio Nacional, Lima                             |                                                    |
| 20h00          | Cueva 36e · Peña 64e     | (1 - 0) |                                                             | Spectateurs : 8 000 Arbitrage : Christian Ferreyra | Spectateurs : 8 000 Arbitrage : Christian Ferreyra |
| 20h00          | Trauco 39e · Callens 70e | Rapport | 42e Maripán · 62e Vegas · 72e Pulgar · 72e Medel · 82e Isla | Spectateurs : 8 000 Arbitrage : Christian Ferreyra | Spectateurs : 8 000 Arbitrage : Christian Ferreyra |

| 7 octobre 2021 | Venezuela                 | 1 - 3   | Brésil                                                     | Estadio Olímpico, Caracas                    |                                              |
| 19h30          | Ramírez 11e               | (1 - 0) | 71e Marquinhos · 85e (pen.) Gabriel Barbosa · 90+5e Antony | Spectateurs : 6 000 Arbitrage : Kevin Ortega | Spectateurs : 6 000 Arbitrage : Kevin Ortega |
| 19h30          | Bello 80e · Hernández 88e | Rapport | 60e Marquinhos                                             | Spectateurs : 6 000 Arbitrage : Kevin Ortega | Spectateurs : 6 000 Arbitrage : Kevin Ortega |

| 7 octobre 2021 | Paraguay                    | 0 - 0   | Argentine | Estadio Defensores del Chaco, Asunción            |                                                   |
| 19h00          |                             | (0 - 0) |           | Spectateurs : 34 000 Arbitrage : Anderson Daronco | Spectateurs : 34 000 Arbitrage : Anderson Daronco |
| 19h00          | Villasanti 21e · Alonso 65e | Rapport |           | Spectateurs : 34 000 Arbitrage : Anderson Daronco | Spectateurs : 34 000 Arbitrage : Anderson Daronco |

| 7 octobre 2021 | Équateur                       | 3 - 0   | Bolivie | Estadio Monumental Isidro Romero Carbo, Guayaquil |                                                |
| 19h30          | Estrada 13e · Valencia 17e 19e | (3 - 0) |         | Spectateurs : 16 000 Arbitrage : Wilmar Roldán    | Spectateurs : 16 000 Arbitrage : Wilmar Roldán |
| 19h30          | Rapport                        |         |         | Spectateurs : 16 000 Arbitrage : Wilmar Roldán    | Spectateurs : 16 000 Arbitrage : Wilmar Roldán |

#### Journée 5
Journée reprogrammée (initialement prévue en mars 2021)
| 10 octobre 2021 | Colombie              | 0 - 0   | Brésil | Stade Metropolitano Roberto Meléndez, Barranquilla |                                                   |
| 16h00           |                       | (0 - 0) |        | Spectateurs : 35 000 Arbitrage : Patricio Loustau  | Spectateurs : 35 000 Arbitrage : Patricio Loustau |
| 16h00           | Lerma 48e · Borré 63e | Rapport |        | Spectateurs : 35 000 Arbitrage : Patricio Loustau  | Spectateurs : 35 000 Arbitrage : Patricio Loustau |

| 10 octobre 2021 | Venezuela                                                            | 2 - 1   | Équateur              | Estadio Olímpico, Caracas                     |                                               |
| 16h30           | Machís 45+1e · Bello 64e                                             | (1 - 0) | 37e (pen.) Valencia   | Spectateurs : 10 000 Arbitrage : Andrés Cunha | Spectateurs : 10 000 Arbitrage : Andrés Cunha |
| 16h30           | Rincón 45+4e · Moreno 87e · Aristeguieta 90+4e · J.A. Martínez 90+6e | Rapport | 63e Mena · 85e Torres | Spectateurs : 10 000 Arbitrage : Andrés Cunha | Spectateurs : 10 000 Arbitrage : Andrés Cunha |

| 10 octobre 2021 | Bolivie                                                  | 1 - 0   | Pérou                        | Estadio Hernando Siles, La Paz                      |                                                     |
| 16h00           | R. Vaca 83e                                              | (0 - 0) |                              | Spectateurs : 20 000 Arbitrage : Guillermo Guerrero | Spectateurs : 20 000 Arbitrage : Guillermo Guerrero |
| 16h00           | Villaroel 2e · Jusino 24e · Justiniano 74e · H. Vaca 76e | Rapport | 42e Gonzales · 76e Cartagena | Spectateurs : 20 000 Arbitrage : Guillermo Guerrero | Spectateurs : 20 000 Arbitrage : Guillermo Guerrero |

| 10 octobre 2021 | Argentine                                  | 3 - 0   | Uruguay | Stade Monumental Antonio Vespucio Liberti, Buenos Aires |                                                |
| 20h30           | Messi 38e · De Paul 44e · La. Martínez 62e | (2 - 0) |         | Spectateurs : 35 000 Arbitrage : Roberto Tobar          | Spectateurs : 35 000 Arbitrage : Roberto Tobar |
| 20h30           | Rapport                                    |         |         | Spectateurs : 35 000 Arbitrage : Roberto Tobar          | Spectateurs : 35 000 Arbitrage : Roberto Tobar |

| 10 octobre 2021 | Chili                                          | 2 - 0   | Paraguay                                  | Estadio San Carlos de Apoquindo, Santiago      |                                                |
| 21h00           | Brereton 69e · Isla 72e                        | (0 - 0) |                                           | Spectateurs : 10 800 Arbitrage : Néstor Pitana | Spectateurs : 10 800 Arbitrage : Néstor Pitana |
| 21h00           | Aránguiz 23e, 74e · Brereton 42e · Jiménez 54e | Rapport | 15e Morel · 23e Pérez · 83e, 89e Alderete | Spectateurs : 10 800 Arbitrage : Néstor Pitana | Spectateurs : 10 800 Arbitrage : Néstor Pitana |

#### Journée 12
| 14 octobre 2021 | Colombie | 0 - 0   | Équateur                 | Stade Metropolitano Roberto Meléndez, Barranquilla |                                             |
| 16h00           |          | (0 - 0) |                          | Spectateurs : 35 000 Arbitrage : Diego Haro        | Spectateurs : 35 000 Arbitrage : Diego Haro |
| 16h00           |          | Rapport | 54e Estupiñán · 78e Mena | Spectateurs : 35 000 Arbitrage : Diego Haro        | Spectateurs : 35 000 Arbitrage : Diego Haro |

| 14 octobre 2021 | Brésil                                      | 4 - 1   | Uruguay                                  | Arena da Amazônia, Manaus                           |                                                     |
| 20h30           | Neymar 10e · Raphinha 18e 58e · Barbosa 83e | (2 - 0) | 77e Suárez                               | Spectateurs : 12 500 Arbitrage : Fernando Rapallini | Spectateurs : 12 500 Arbitrage : Fernando Rapallini |
| 20h30           | Fabinho 43e                                 | Rapport | 47e Valverde · 70e Cavani · 90+3e Coates | Spectateurs : 12 500 Arbitrage : Fernando Rapallini | Spectateurs : 12 500 Arbitrage : Fernando Rapallini |

| 14 octobre 2021 | Bolivie                                                     | 4 - 0   | Paraguay                          | Estadio Hernando Siles, La Paz                  |                                                 |
| 16h00           | Ramallo 21e · Villarroel 53e · Ábrego 84e · Fernández 90+4e | (1 - 0) |                                   | Spectateurs : 12 000 Arbitrage : Andrés Matonte | Spectateurs : 12 000 Arbitrage : Andrés Matonte |
| 16h00           | Ramallo 45+2e · Arce 78e · Ábrego 86e                       | Rapport | 43e Á. Cardozo Lucena · 82e Gómez | Spectateurs : 12 000 Arbitrage : Andrés Matonte | Spectateurs : 12 000 Arbitrage : Andrés Matonte |

| 14 octobre 2021 | Argentine        | 1 - 0   | Pérou                    | Stade Monumental Antonio Vespucio Liberti, Buenos Aires |                                                 |
| 20h30           | La. Martínez 43e | (1 - 0) |                          | Spectateurs : 36 000 Arbitrage : Wilton Sampaio         | Spectateurs : 36 000 Arbitrage : Wilton Sampaio |
| 20h30           |                  | Rapport | 41e Yotún · 45+2e García | Spectateurs : 36 000 Arbitrage : Wilton Sampaio         | Spectateurs : 36 000 Arbitrage : Wilton Sampaio |

| 14 octobre 2021 | Chili                         | 3 - 0   | Venezuela                   | Estadio San Carlos de Apoquindo, Santiago      |                                                |
| 21h00           | Pulgar 18e 37e · Brereton 73e | (2 - 0) |                             | Spectateurs : 10 000 Arbitrage : Raphael Claus | Spectateurs : 10 000 Arbitrage : Raphael Claus |
| 21h00           | Pulgar 13e · Valdés 48e       | Rapport | 8e Hernández · 88e González | Spectateurs : 10 000 Arbitrage : Raphael Claus | Spectateurs : 10 000 Arbitrage : Raphael Claus |

#### Journée 13
| 11 novembre 2021 | Équateur     | 1 - 0   | Venezuela                                            | Stade de Liga Deportiva Universitaria, Quito        |                                                     |
| 16h00            | Hincapié 41e | (1 - 0) |                                                      | Spectateurs : 25 000 Arbitrage : Christian Ferreyra | Spectateurs : 25 000 Arbitrage : Christian Ferreyra |
| 16h00            | Plata 22e    | Rapport | 16e Ramírez · 25e J. A. Martínez · 45+2e A. Martínez | Spectateurs : 25 000 Arbitrage : Christian Ferreyra | Spectateurs : 25 000 Arbitrage : Christian Ferreyra |

| 11 novembre 2021 | Paraguay                | 0 - 1   | Chili                                 | Estadio Defensores del Chaco, Asuncion            |                                                   |
| 20h00            |                         | (0 - 0) | 56e (csc) Silva                       | Spectateurs : 42 354 Arbitrage : Patricio Loustau | Spectateurs : 42 354 Arbitrage : Patricio Loustau |
| 20h00            | Morel 33e · Almirón 72e | Rapport | 27e Roco · 43e Brereton · 90+4e Bravo | Spectateurs : 42 354 Arbitrage : Patricio Loustau | Spectateurs : 42 354 Arbitrage : Patricio Loustau |

| 11 novembre 2021 | Brésil                                                | 1 - 0   | Colombie                                | Arena Corinthians, São Paulo                   |                                                |
| 21h30            | Paquetá 72e                                           | (0 - 0) |                                         | Spectateurs : 22 800 Arbitrage : Roberto Tobar | Spectateurs : 22 800 Arbitrage : Roberto Tobar |
| 21h30            | Fred 34e · Neymar 74e · Casemiro 84e · Vinícius 90+2e | Rapport | 23e Mojica · 29e Barrios · 43e Cuadrado | Spectateurs : 22 800 Arbitrage : Roberto Tobar | Spectateurs : 22 800 Arbitrage : Roberto Tobar |

| 11 novembre 2021 | Pérou                              | 3 - 0   | Bolivie      | Estadio Nacional, Lima                       |                                              |
| 21h00            | Lapadula 9e · Cueva 31e · Peña 39e | (3 - 0) |              | Spectateurs : 10 000 Arbitrage : Éber Aquino | Spectateurs : 10 000 Arbitrage : Éber Aquino |
| 21h00            | Cueva 32e · Trauco 50e             | Rapport | 40e Gonzales | Spectateurs : 10 000 Arbitrage : Éber Aquino | Spectateurs : 10 000 Arbitrage : Éber Aquino |

| 12 novembre 2021 | Uruguay     | 0 - 1   | Argentine   | Estadio Campeón del Siglo, Montevideo           |                                                 |
| 20h00            |             | (0 - 1) | 7e Di María | Spectateurs : 30 000 Arbitrage : Alexis Herrera | Spectateurs : 30 000 Arbitrage : Alexis Herrera |
| 20h00            | Cáceres 48e | Rapport | 18e Dybala  | Spectateurs : 30 000 Arbitrage : Alexis Herrera | Spectateurs : 30 000 Arbitrage : Alexis Herrera |

#### Journée 14
| 16 novembre 2021 | Bolivie                       | 3 - 0   | Uruguay      | Estadio Hernando Siles, La Paz                 |                                                |
| 16h00            | Arce 29e 79e · Moreno 45e     | (2 - 0) |              | Spectateurs : 7 000 Arbitrage : Wilton Sampaio | Spectateurs : 7 000 Arbitrage : Wilton Sampaio |
| 16h00            | Quinteros 21e · Algarañaz 74e | Rapport | 60e González | Spectateurs : 7 000 Arbitrage : Wilton Sampaio | Spectateurs : 7 000 Arbitrage : Wilton Sampaio |

| 16 novembre 2021 | Venezuela                       | 1 - 2   | Pérou                                    | Estadio Olímpico, Caracas                   |                                             |
| 17h00            | Machís 52e                      | (0 - 1) | 18e Lapadula · 65e Cueva                 | Spectateurs : 9 000 Arbitrage : Bruno Arleu | Spectateurs : 9 000 Arbitrage : Bruno Arleu |
| 17h00            | O. González 30e · Hernández 64e | Rapport | 42e Advíncula · 61e Yotún · 90+5e Trauco | Spectateurs : 9 000 Arbitrage : Bruno Arleu | Spectateurs : 9 000 Arbitrage : Bruno Arleu |

| 16 novembre 2021 | Colombie                              | 0 - 0   | Paraguay                    | Stade Metropolitano Roberto Meléndez, Barranquilla |                                                |
| 18h00            |                                       | (0 - 0) |                             | Spectateurs : 44 000 Arbitrage : Facundo Tello     | Spectateurs : 44 000 Arbitrage : Facundo Tello |
| 18h00            | Cuéllar 22e · Lerma 40e · Valoyes 50e | Rapport | 5e, 84e Cubas · 7e Balbuena | Spectateurs : 44 000 Arbitrage : Facundo Tello     | Spectateurs : 44 000 Arbitrage : Facundo Tello |

| 16 novembre 2021 | Argentine                                             | 0 - 0   | Brésil                                 | Stade du bicentenaire, San Juan               |                                               |
| 20h30            |                                                       | (0 - 0) |                                        | Spectateurs : 25 000 Arbitrage : Andrés Cunha | Spectateurs : 25 000 Arbitrage : Andrés Cunha |
| 20h30            | Paredes 45+1e · Romero 50e · Pezzella 59e · Acuña 75e | Rapport | 45e Paquetá · 73e Fabinho · 76e Antony | Spectateurs : 25 000 Arbitrage : Andrés Cunha | Spectateurs : 25 000 Arbitrage : Andrés Cunha |

| 16 novembre 2021 | Chili                   | 0 - 2   | Équateur                        | Estadio San Carlos de Apoquindo, Santiago           |                                                     |
| 21h15            |                         | (0 - 1) | 9e Estupiñán · 90+3e M. Caicedo | Spectateurs : 12 000 Arbitrage : Fernando Rapallini | Spectateurs : 12 000 Arbitrage : Fernando Rapallini |
| 21h15            | Vidal 14e · Meneses 55e | Rapport | 26e Castillo · 45+2e Franco     | Spectateurs : 12 000 Arbitrage : Fernando Rapallini | Spectateurs : 12 000 Arbitrage : Fernando Rapallini |

#### Journée 15
| 27 janvier 2022 | Équateur                                      | 1 - 1   | Brésil                                                       | Stade de Liga Deportiva Universitaria, Quito   |                                                |
| 16h00           | Torres 75e                                    | (0 - 1) | 6e Casemiro                                                  | Spectateurs : 17 992 Arbitrage : Wilmar Roldán | Spectateurs : 17 992 Arbitrage : Wilmar Roldán |
| 16h00           | Domínguez 15e · Valencia 70e · M. Caicedo 78e | Rapport | 1e, 20e Emerson · 31e Alisson · 42e Raphinha · 45+2e Militão | Spectateurs : 17 992 Arbitrage : Wilmar Roldán | Spectateurs : 17 992 Arbitrage : Wilmar Roldán |

| 27 janvier 2022 | Paraguay                                       | 0 - 1   | Uruguay                                                | Stade Général Pablo Rojas, Asunción            |                                                |
| 20h00           |                                                | (0 - 0) | 50e L. Suárez                                          | Spectateurs : 36 000 Arbitrage : Darío Herrera | Spectateurs : 36 000 Arbitrage : Darío Herrera |
| 20h00           | M. Rojas 59e, 90+4e · Gómez 62e · Alonso 90+4e | Rapport | 9e Bentancur · 19e Pellistri · 22e Araújo · 43e Vecino | Spectateurs : 36 000 Arbitrage : Darío Herrera | Spectateurs : 36 000 Arbitrage : Darío Herrera |

| 27 janvier 2022 | Chili                                                               | 1 - 2   | Argentine                                                   | Estadio Zorros del Desierto, Calama              |                                                  |
| 21h15           | Brereton 21e                                                        | (1 - 2) | 10e Di María · 34e La. Martínez                             | Spectateurs : 8 800 Arbitrage : Anderson Daronco | Spectateurs : 8 800 Arbitrage : Anderson Daronco |
| 21h15           | Vegas 26e · Maripán 69e · Pulgar 76e · Sánchez 79e · Montecinos 89e | Rapport | 39e Otamendi · 54e De Paul · 72e Paredes · 90+5e Tagliafico | Spectateurs : 8 800 Arbitrage : Anderson Daronco | Spectateurs : 8 800 Arbitrage : Anderson Daronco |

| 28 janvier 2022 | Colombie | 0 - 1   | Pérou                                  | Stade Metropolitano Roberto Meléndez, Barranquilla |                                                   |
| 16h00           |          | (0 - 0) | 85e Flores                             | Spectateurs : 41 000 Arbitrage : Jesús Valenzuela  | Spectateurs : 41 000 Arbitrage : Jesús Valenzuela |
| 16h00           | Mina 17e | Rapport | 45+2e Carrillo · 56e Cueva · 87e Corzo | Spectateurs : 41 000 Arbitrage : Jesús Valenzuela  | Spectateurs : 41 000 Arbitrage : Jesús Valenzuela |

| 28 janvier 2022 | Venezuela                       | 4 - 1   | Bolivie                  | Estadio Agustín Tovar, Barinas                      |                                                     |
| 18h00           | Rondón 24e 34e 67e · Machís 55e | (2 - 1) | 38e Miranda              | Spectateurs : 24 000 Arbitrage : Guillermo Guerrero | Spectateurs : 24 000 Arbitrage : Guillermo Guerrero |
| 18h00           | Cásseres 80e                    | Rapport | 45e Sagredo · Justiniano | Spectateurs : 24 000 Arbitrage : Guillermo Guerrero | Spectateurs : 24 000 Arbitrage : Guillermo Guerrero |

#### Journée 16
| 1er février 2022 | Bolivie                    | 2 - 3   | Chili                       | Estadio Hernando Siles, La Paz                  |                                                 |
| 16h00            | Enoumba 37e · Moreno 88e   | (1 - 1) | 14e 86e Sánchez · 77e Núñez | Spectateurs : 28 000 Arbitrage : Alexis Herrera | Spectateurs : 28 000 Arbitrage : Alexis Herrera |
| 16h00            | Miranda 39e · Moreno 90+2e | Rapport | 30e Kuščević · 90+5e Cortés | Spectateurs : 28 000 Arbitrage : Alexis Herrera | Spectateurs : 28 000 Arbitrage : Alexis Herrera |

| 1er février 2022 | Uruguay                                                                 | 4 - 1   | Venezuela                                                                           | Estadio Centenario, Montevideo               |                                              |
| 20h00            | Bentancur 1re · De Arrascaeta 23e · Cavani 45+1e · L. Suárez 53e (pen.) | (3 - 0) | 65e Josef Martínez                                                                  | Spectateurs : 55 000 Arbitrage : Bruno Arleu | Spectateurs : 55 000 Arbitrage : Bruno Arleu |
| 20h00            | Olivera 66e                                                             | Rapport | 29e González · 41e Chancellor · 52e Soteldo · 80e Rondón · 84e Murillo · 90e Rincón | Spectateurs : 55 000 Arbitrage : Bruno Arleu | Spectateurs : 55 000 Arbitrage : Bruno Arleu |

| 1er février 2022 | Argentine               | 1 - 0   | Colombie                                | Estadio Mario Alberto Kempes, Córdoba          |                                                |
| 20h30            | La. Martínez 29e        | (1 - 0) |                                         | Spectateurs : 50 000 Arbitrage : Raphael Claus | Spectateurs : 50 000 Arbitrage : Raphael Claus |
| 20h30            | Acuña 44e · Montiel 58e | Rapport | 76e Suárez · 90e Sánchez · 90+3e Vargas | Spectateurs : 50 000 Arbitrage : Raphael Claus | Spectateurs : 50 000 Arbitrage : Raphael Claus |

| 1er février 2022 | Brésil                                                 | 4 - 0   | Paraguay                                       | Mineirão, Belo Horizonte                       |                                                |
| 21h30            | Raphinha 28e · Coutinho 62e · Antony 86e · Rodrygo 88e | (1 - 0) |                                                | Spectateurs : 32 344 Arbitrage : Facundo Tello | Spectateurs : 32 344 Arbitrage : Facundo Tello |
| 21h30            |                                                        | Rapport | 20e Arzamendia · 45+5e Villasanti · 78e Alonso | Spectateurs : 32 344 Arbitrage : Facundo Tello | Spectateurs : 32 344 Arbitrage : Facundo Tello |

| 1er février 2022 | Pérou                        | 1 - 1   | Équateur                                | Estadio Nacional, Lima                          |                                                 |
| 21h00            | Flores 69e                   | (0 - 1) | 2e Estrada                              | Spectateurs : 28 000 Arbitrage : Wilton Sampaio | Spectateurs : 28 000 Arbitrage : Wilton Sampaio |
| 21h00            | García 34e · Advíncula 45+1e | Rapport | 28e Franco · 38e M. Caicedo · 63e Plata | Spectateurs : 28 000 Arbitrage : Wilton Sampaio | Spectateurs : 28 000 Arbitrage : Wilton Sampaio |

#### Journée 17
| 24 mars 2022 | Uruguay                    | 1 - 0   | Pérou | Estadio Centenario, Montevideo |                              |
| 20h30        | De Arrascaeta 42e          | (1 - 0) |       | Arbitrage : Anderson Daronco   | Arbitrage : Anderson Daronco |
| 20h30        | Pellistri 72e · Suárez 76e | Rapport |       | Arbitrage : Anderson Daronco   | Arbitrage : Anderson Daronco |

| 24 mars 2022 | Colombie                         | 3 - 0   | Bolivie                                              | Estadio Metropolitano, Barranquilla |                           |
| 18h30        | Díaz 39e · Borja 72e · Uribe 90e | (1 - 0) |                                                      | Arbitrage : Facundo Tello           | Arbitrage : Facundo Tello |
| 18h30        | Cuadrado 68e                     | Rapport | 12e Haquin · 57e García · 58e Carrasco · 69e Enoumba | Arbitrage : Facundo Tello           | Arbitrage : Facundo Tello |

| 24 mars 2022 | Brésil                                                                       | 4 - 0   | Chili                            | Stade Maracanã, Rio de Janeiro |                           |
| 20h30        | Neymar 44e (pen.) · Vinícius 45+1e · Coutinho 72e (pen.) · Richarlison 90+1e | (2 - 0) |                                  | Arbitrage : Darío Herrera      | Arbitrage : Darío Herrera |
| 20h30        | Paquetá 22e · Casemiro 60e · Neymar 62e · Vinícius 72e                       | Rapport | 62e Díaz · 69e Bravo · 72e Medel | Arbitrage : Darío Herrera      | Arbitrage : Darío Herrera |

| 24 mars 2022 | Paraguay                                                                  | 3 - 1   | Équateur                  | Estadio Antonio Aranda, Ciudad del Este |                              |
| 20h30        | Morales 10e · Hincapié 45+6e (csc) · Almirón 54e                          | (3 - 0) | 85e (pen.) J. Caicedo     | Arbitrage : Jesús Valenzuela            | Arbitrage : Jesús Valenzuela |
| 20h30        | Almirón 32e · Riveros 39e, 88e · Cubas 43e · Gómez 81e · Villasanti 90+1e | Rapport | 53e Valencia · 72e Torres | Arbitrage : Jesús Valenzuela            | Arbitrage : Jesús Valenzuela |

| 25 mars 2022 | Argentine                               | 3 - 0   | Venezuela                                                | Estadio La Bombonera, Buenos Aires |                          |
| 20h30        | González 35e · Di María 79e · Messi 82e | (1 - 0) |                                                          | Arbitrage : Kevin Ortega           | Arbitrage : Kevin Ortega |
| 20h30        |                                         | Rapport | 12e Navarro · 67e Chancellor · 69e Herrera · 71e Rosales | Arbitrage : Kevin Ortega           | Arbitrage : Kevin Ortega |

#### Journée 18
| 29 mars 2022 | Pérou                   | 2 - 0   | Paraguay                 | Estadio Nacional, Lima         |                                |
| 18h30        | Lapadula 5e · Yotún 42e | (2 - 0) |                          | Arbitrage : Fernando Rapallini | Arbitrage : Fernando Rapallini |
| 18h30        | Lapadula 28e            | Rapport | 45e R. Rojas · 55e Ortiz | Arbitrage : Fernando Rapallini | Arbitrage : Fernando Rapallini |

| 29 mars 2022 | Venezuela     | 0 - 1   | Colombie               | Estadio Cachamay, Puerto Ordaz |                            |
| 19h30        |               | (0 - 1) | 45+4e (pen.) Rodríguez | Arbitrage : Wilton Sampaio     | Arbitrage : Wilton Sampaio |
| 19h30        | Hernández 31e | Rapport | 58e Moreno             | Arbitrage : Wilton Sampaio     | Arbitrage : Wilton Sampaio |

| 29 mars 2022 | Bolivie                     | 0 - 4   | Brésil                                              | Estadio Hernando Siles, La Paz |                         |
| 19h30        |                             | (0 - 2) | 24e Paquetá · 45e 90+1e Richarlison · 66e Guimarães | Arbitrage : Eber Aquino        | Arbitrage : Eber Aquino |
| 19h30        | H. Vaca 73e · R. Vaca 90+3e | Rapport |                                                     | Arbitrage : Eber Aquino        | Arbitrage : Eber Aquino |

| 29 mars 2022 | Chili                    | 0 - 2   | Uruguay                   | Estadio San Carlos de Apoquindo, Santiago |                              |
| 20h30        |                          | (0 - 0) | 79e Suárez · 90e Valverde | Arbitrage : Patricio Loustau              | Arbitrage : Patricio Loustau |
| 20h30        | Kuščević 36e · Medel 63e | Rapport | 64e Bentancur             | Arbitrage : Patricio Loustau              | Arbitrage : Patricio Loustau |

| 29 mars 2022 | Équateur                                                                | 1 - 1   | Argentine                                          | Estadio Monumental, Guayaquil |                           |
| 18h30        | Valencia 90+3e                                                          | (0 - 1) | 24e Álvarez                                        | Arbitrage : Raphael Claus     | Arbitrage : Raphael Claus |
| 18h30        | Castillo 37e · M. Caicedo 49e · Franco 56e · Estrada 68e · Hincapié 80e | Rapport | 18e Mac Allister · 68e Otamendi · 90+1e Tagliafico | Arbitrage : Raphael Claus     | Arbitrage : Raphael Claus |

## Barrage intercontinental
Le 5e du groupe de qualification affronte en barrage intercontinental une équipe de la confédération d'Asie sur un match unique à Doha au Qatar le 13 juin 2022 afin d'obtenir l'une des deux dernières places en phase finale de la Coupe du monde.
| Équipe 1  | Résultat            | Équipe 2 |
| --------- | ------------------- | -------- |
| Australie | 0 - 0 ap (5- 4) tab | Pérou    |

## Liste des qualifiés
| Pays      | Date de qualification |
| --------- | --------------------- |
| Brésil    | 11 novembre 2021      |
| Argentine | 16 novembre 2021      |
| Équateur  | 24 mars 2022          |
| Uruguay   | 24 mars 2022          |

## Buteurs

### 10 buts
- Marcelo Moreno (dont 2 penaltys)

### 8 buts
- Neymar (dont 2 penaltys)
- Luis Suárez (dont 5 penaltys)

### 7 buts
- Lionel Messi (dont 2 penaltys)
- Lautaro Martínez

### 6 buts
- Richarlison
- Alexis Sánchez
- Michael Estrada

### 5 buts
- Christian Cueva
- Giorgian De Arrascaeta (dont 1 penalty)

### 4 buts
- Arturo Vidal (dont 1 penalty)
- Miguel Borja (dont 1 penalty)
- Enner Valencia (dont 1 penalty)
- Ángel Romero (dont 2 penaltys)
- Salomón Rondón

### 3 buts
- Nicolás González
- Ángel Di María
- Roberto Firmino
- Philippe Coutinho (dont 1 penalty)
- Lucas Paquetá
- Raphinha
- Juan Carlos Arce
- Erick Pulgar
- Ben Brereton
- Luis Muriel (dont 1 penalty)
- Luis Díaz
- Gonzalo Plata
- André Carrillo
- Gianluca Lapadula
- Darwin Machís

### 2 buts
- Joaquín Correa
- Marquinhos
- Éverton Ribeiro
- Gabriel Barbosa (dont 1 penalty)
- Antony
- Mateus Uribe
- James (dont 2 penaltys)
- Moisés Caicedo
- Pervis Estupiñán
- Ángel Mena
- Felix Torres
- Kaku
- Edison Flores
- Sergio Peña
- Renato Tapia
- Edinson Cavani
- Federico Valverde
- Jhon Chancellor

### 1 buts
- Ángel Correa
- Cristian Romero
- Leandro Paredes
- Rodrigo De Paul
- Julián Álvarez
- Boris Cespedes
- Moisés Villarroel Angulo
- Diego Bejarano
- Ramiro Vaca
- Roberto Fernández
- Rodrigo Ramallo
- Fernando Saucedo
- Víctor Ábrego
- Arthur Melo
- Casemiro
- Vinícius Júnior
- Bruno Guimarães
- Rodrygo
- Mauricio Isla
- Fernando Meneses
- Radamel Falcao
- Jefferson Lerma
- Duván Zapata
- Juan Cuadrado (dont 1 penalty)
- Roger Martínez
- Yerry Mina
- Robert Arboleda
- Saúl Torres
- Xavier Arreaga
- Beder Caicedo
- Carlos Gruezo
- Gastón Giménez
- Angel Sanabria
- Héctor Martínez
- Luis Advíncula
- Rodrigo Bentancur
- Gastón Pereiro
- Maxi Gómez
- Agustín Álvarez Martínez
- Darwin Núñez
- Eric Ramirez
- Luís Mago
- Yeferson Soteldo (dont 1 penalty)
- Eduard Bello

but contre son camp
- José María Carrasco (pour le  Brésil)